# CHARISMA (郷ひろみの曲)
「CHARISMA」（カリスマ）は、1985年5月22日に発売された郷ひろみ54作目のシングル（初の12インチシングル）。

## 解説
1972年デビュー以来54作目で初めてオリコンのBEST100にランクインしなかった。作詞のヘンリー浜口は郷のペンネーム。

## 収録曲
全曲　編曲：大村雅朗
SIDE A
1. CHARISMA
  - 作詞:ヘンリー浜口／作曲:井上大輔

SIDE B
1. 女してる?
  - 作詞:ヘンリー浜口／作曲:大沢誉志幸
2. CARELESS WHISPER
  - 日本語詞:ヘンリー浜口／作詞:Andrew Ridgeley／作曲:George Michael